# Adelbert Ames jr.

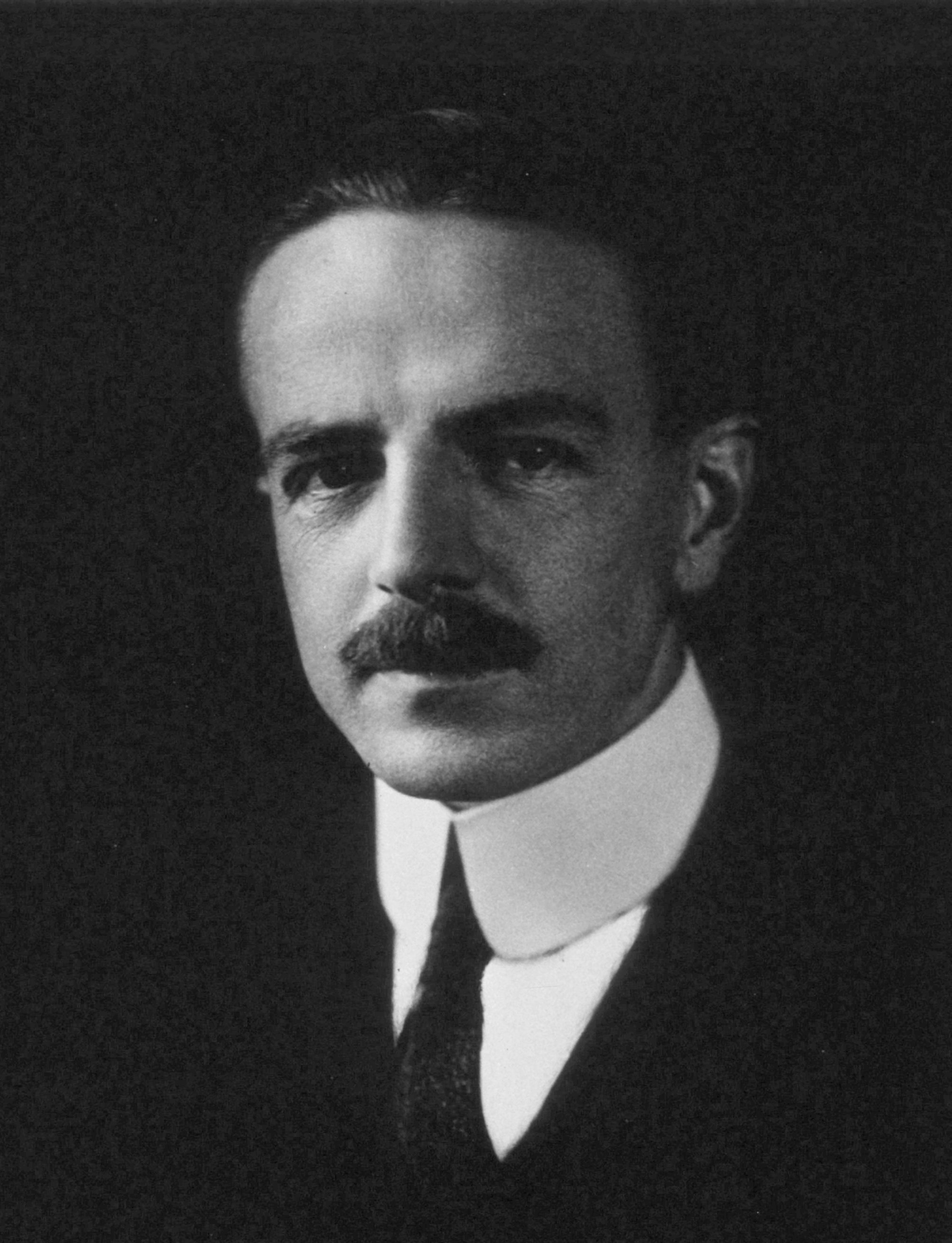
Adelbert Ames

Adelbert Ames, Jr. (1880, Lowell (Massachusetts) – 1955) was een Amerikaanse wetenschapper die faam heeft verkregen dankzij zijn bijdrage aan natuurkunde, fysiologie, oogheelkunde, psychologie en filosofie. Hij was de pionier van de fysiologie van optiek. Hij heeft belangrijk onderzoek gedaan naar binoculaire dispariteit, waaronder cycloforie en aniseikonia. 
Ames is waarschijnlijk nog het best gekend dankzij zijn visuele illusies zoals de Ames-kamer en het Ames-raam.
- Gemeinsame Normdatei: 188441778
- International Standard Name Identifier: 0000 0000 8214 1368
- Library of Congress Control Number: nr2005013293
- Nationale Bibliotheek van Tsjechië: jo2002100764
- Nationale Bibliotheek van Israël: 987007294215805171
- SNAC: w69w0rs0
- Système universitaire de documentation: 152643087
- Union List of Artist Names: 500329298
- Virtual International Authority File: 29490279
- WorldCat: E39PCjygbdXPkc4X6q8CRh4FGb